# Zstandard
Zstandard (ou Zstd) est un algorithme de compression de données sans perte développé à partir de 2015 par Yann Collet (également connu sous le pseudonyme « Cyan ») et supporté par Facebook.
Il s'agit aussi du nom de l'implémentation de référence en C de cet algorithme.

## Caractéristiques
Zstandard mêle un algorithme de compression par dictionnaire de type LZ77 et un codage entropique de type tANS (ou FSE).
Il est conçu pour offrir des ratios de compression comparables à ceux proposés par l'algorithme deflate (Zip, gzip…) en étant beaucoup plus rapide, tant à la compression qu'à la décompression. Il est ainsi comparable à Brotli et LZFSE, dont il est contemporain.
L'outil de référence, zstd, utilise les bibliothèques LZ4 (algorithme de compression léger et rapide) et xxHash (pour une gestion rapide des fonctions de hachage), deux bibliothèques également conçues par l'auteur de Zstandard.
A noter que le fork 7-Zip ZS du logiciel libre 7-Zip prend en charge ce format.

## Licence
L'implémentation de référence en langage C de l'algorithme est distribuée sous licence BSD.